# 早水リサ
早水 リサ（はやみず リサ、1975年2月28日 - ）は、日本の声優、舞台女優。アーツビジョン所属。大阪府出身。

## 来歴
代々木アニメーション学院声優タレント科、日本ナレーション演技研究所大阪校を卒業後、澪クリエーション・劇団摂河泉21（大阪を拠点とするアーツビジョン系列事務所、および劇団）を経てアーツビジョンに所属。大阪在住で活動していた頃は毎日放送（MBS）の昼ドラマ『ピュア・ラブ』にレギュラー出演していた。
1998年にエニックス アニメ企画大賞声優部門オーディションで大賞を受賞、その同期として、野川さくら、雛野まよ（現・榊原ゆい）、今井麻美らがいる。
『声優グランプリ』2006年1月号付録の『声優カレンダー2006』の9月分のグラビアを飾る。

## 人物
趣味・特技は歌、料理、スキー、ギター。方言は大阪弁。

## 出演
太字はメインキャラクター。

### テレビアニメ
2002年
- Weiß kreuz Glühen
- キディ・グレイド（子供）
- ぴたテン（女子生徒、くの一、ばあさんB、看護婦）

2003年
- R.O.D -THE TV-（キャビンアテンダント）
- GAD GUARD（アナウンサー）
- カレイドスター（幼いユーリ、女の子、オペレーター） - 2シリーズ
- ギャラクシーエンジェルA（謎の美少女）
- GetBackers-奪還屋-（看護師）
- 出撃!マシンロボレスキュー（速水大地）
- スクラップド・プリンセス（女の子、里人たち）
- ぽぽたん（女子B）
- わがまま☆フェアリー ミルモでポン!（2003年 - 2005年、江口沙織、コヨミ） - 4シリーズ

2004年
- お伽草子（長老の娘〈姉〉）
- 陰陽大戦記（2004年 - 2005年、ヨウメイ、飛鳥ソーマ、トモミ、看護婦）
- 学園アリス（初等部学校長）
- GIRLSブラボー first season（女子生徒A）
- 機動戦士ガンダムSEED DESTINY（シンの母、ノイ・カザエフスキー、女性 他）
- 銀河鉄道物語（2004年 - 2006年、工作員、通信士、通信兵、少年、ミザリー） - 2シリーズ
- ごくせん（山口久美子）
- スクラップド・プリンセス（女の子）
- 砂ぼうず（娘たち）
- 蒼穹のファフナー（アルベルヒドスタッフ）
- To Heart 〜Remember my Memories〜
- 爆裂天使（勝鷹音）
- 花右京メイド隊 La Verite（アナウンス）
- BLEACH（2004年 - 2005年、金田少年、女性〈回想〉）
- ポケットモンスター アドバンスジェネレーション（2004年 - 2006年、ヤジロン、サリナ、アンリ）
- 妄想代理人

2005年
- 英國戀物語エマ（キッチンメイド）
- ガラスの仮面（結城麻江）　
- D.C.S.S. 〜ダ・カーポ セカンドシーズン〜（昭島妹、女生徒）
- バジリスク 〜甲賀忍法帖〜（陽炎）
- ハチミツとクローバー（女子学生A、アナウンス）
- VIEWTIFUL JOE（ビアンキー・プリマ、妖精A）
- 格闘美神 武龍（2005年 - 2006年、曹鈴音） - 2シリーズ
- ふしぎ星の☆ふたご姫（お茶の先生）
- フタコイ オルタナティブ
- ロックマンエグゼ シリーズ（2005年 - 2006年、侍女、受付のおねえさん1、鳥星修一） - 2シリーズ

2006年
- いぬかみっ!（主婦）
- N・H・Kにようこそ!（小林恵委員長）
- 獣王星（野童）
- ちょこッとSister（兄）
- NANA（女1、客、母親）
- NARUTO -ナルト-（忍者、星の里の忍たち）
- 姫様ご用心（そばなの母）
- ふたりはプリキュア Splash Star（主将）
- BLACK CAT（子供）
- プリンセス・プリンセス（豊麻琴）
- ポケットモンスター ダイヤモンド&パール（2006年 - 2010年、ノゾミ、ユウカ、ヨウコ）
- 吉宗（占い師、やつ）
- よみがえる空 -RESCUE WINGS-（レポーター）

2007年
- 大江戸ロケット（天鳳）
- おおきく振りかぶって（2007年 - 2010年、百枝まりあ） - 2シリーズ
- 銀魂（2007年 - 2018年、来島また子） - 4シリーズ
- 少年陰陽師（勾陣）
- 天保異聞 妖奇士（新造1）
- MOONLIGHT MILE 1stシーズン -Lift off-（ジャネット、女性下士官）
- 名探偵コナン（2007年 - 2024年、越水七槻、相良道子、沢崎レイナ、万田十和子、日下部竜子、三村奈穂 他）
- もっけ（日吉啓子）

2008年
- ARIA The ORIGINATION（アンナ）
- イタズラなKiss（石川理美）
- かのこん（雪花）
- かんなぎ（木村貴子）
- 機動戦士ガンダム00（リンダ・ヴァスティ）
- CLANNAD 〜AFTER STORY〜（勇の姉）
- スキップ・ビート!（琴南奏江）
- To LOVEる -とらぶる-（2008年 - 2012年、女、アゼンダ） - 2シリーズ
- ドルアーガの塔 シリーズ（2008年 - 2009年、アーメイ） - 2シリーズ
- 湾岸ミッドナイト（神谷エリコ）

2009年
- 黒神 The Animation（ジーン）
- ささめきこと（関寺晶）
- 鋼の錬金術師 FULLMETAL ALCHEMIST（女医）
- RIDEBACK -ライドバック-（横山みさを）

2010年
- アマガミSS（2010年 - 2012年、高橋麻耶） - 2シリーズ
- 聖痕のクェイサー（朽葉葵、朽葉悠）
- たまごっち!（おせんすっち）
- ひめチェン!おとぎちっくアイドル リルぷりっ（2010年 - 2011年、リョク）
- RAINBOW-二舎六房の七人-（看護婦）

2011年
- プリティーリズム・オーロラドリーム（2011年 - 2012年、阿世知今日子、ラビチ、記者）
- 放課後エージェントオーサム（セラ）

2012年
- ZETMAN（川上明美）
- 戦国コレクション（模範囚1）
- 男子高校生の日常（モトハル姉）
- ちはやふる（2012年 - 2020年、詩暢の祖母、原田の妻） - 2シリーズ
- ひだまりスケッチ×ハニカム（彩乃）
- プリティーリズム・ディアマイフューチャー（2012年 - 2013年、阿世知今日子、ラビチ）

2013年
- 探検ドリランド -1000年の真宝-（邪精神エインシー）
- プリティーリズム・レインボーライブ（2013年 - 2014年、福原百合子）
- 私がモテないのはどう考えてもお前らが悪い!（智子の母）

2014年
- 悪魔のリドル（生田目の恩師）
- オオカミ少女と黒王子（佐田恭也〈幼少時代〉）
- メカクシティアクターズ（モモの母）
- ヤマノススメ シリーズ（2014年 - 2018年、ここなの母、青羽麻衣） - 2シリーズ

2015年
- GATE 自衛隊 彼の地にて、斯く戦えり（2015年 - 2016年、白百合玲子） - 2シリーズ
- 緋弾のアリアAA（間宮みすず）
- ランス・アンド・マスクス（鏑木旅館の仲居）

2016年
- ふらいんぐうぃっち（杏子の母）
- 迷家-マヨイガ-（光宗母、光宗祖母）

2017年
- エルドライブ【ēlDLIVE】（グッチーの母）
- タイムボカン24（2017年 - 2018年、婦人1、お安） - 2シリーズ
- デジモンユニバース アプリモンスターズ（エリの母）

2018年
- 魔法使いの嫁（ステラの母親）
- ピアノの森（2018年 - 2019年、ビクトリア） - 2シリーズ
- ちおちゃんの通学路（ちおの母親）

2019年
- ドメスティックな彼女（甘味処の店員）
- ジョジョの奇妙な冒険 黄金の風（サルディニアの少女）
- KING OF PRISM -Shiny Seven Stars-（G.o.d. III）

2020年
- ランウェイで笑って（高原可奈子）
- ポケットモンスター（2020年 - 2021年、ビスケス、ヒマリ）
- 本好きの下剋上 司書になるためには手段を選んでいられません（麗乃の母）
- 放課後ていぼう日誌（夏海の母）

2021年
- チート薬師のスローライフ〜異世界に作ろうドラッグストア〜（ミナの母）
- 世界最高の暗殺者、異世界貴族に転生する（教師、ミレイ）

2022年
- 魔法使い黎明期（ライオスの母）

2023年
- 自動販売機に生まれ変わった俺は迷宮を彷徨う（おかみさん）
- Lv1魔王とワンルーム勇者（デナトラ）

2025年
- 妖怪学校の先生はじめました!（少年神酒）
- 悪役令嬢転生おじさん（アンナ母）

### 劇場アニメ
- 新暗行御史（2004年、熱砂蝙蝠）
- 名探偵コナン 紺碧の棺（2007年、コンビニ店員）
- 劇場版 機動戦士ガンダム00 -A wakening of the Trailblazer-（2010年、リンダ・ヴァスティ[14]）
- 劇場版 銀魂 新訳紅桜篇（2010年、来島また子）
- 銀魂 THE FINAL（2021年、来島また子）
- KING OF PRISM-Your Endless Call-み〜んなきらめけ!プリズム☆ツアーズ（2025年、ラビチ）

### OVA
2004年
- アカネマニアックス（女生徒）
- 犬夜叉 〜呪詛の仮面〜
- おジャ魔女どれみナ・イ・ショ（先生）
- 機動戦士ガンダム MS IGLOO（ハンナ・カリーナ）

2005年
- いちご100% 桜海学園エクソダス編（女生徒E）

2006年
- 機動戦士ガンダムSEED C.E.73 STARGAZER（幼少期のスウェン）
- ピンキーストリート（ママ）

2009年
- かのこん 〜真夏の大謝肉祭〜（雪花）
- DREAM C CLUB PURE SONGS CLIPS（玲香）
- HELLSING（2009年 - 2011年、幼少期のエンリコ・マクスウェル） - 2作品

2010年
- 魔法先生ネギま! もうひとつの世界Extra 魔法少女ユエ（女性教師）

2013年
- To LOVEる -とらぶる- ダークネス（アゼンダ）※コミックス第9巻限定版に付属

2015年
- ヤマノススメ セカンドシーズン（青羽麻衣、天狗） - TV未放送話

2017年
- ヤマノススメ おもいでプレゼント（青羽麻衣）

### Webアニメ
- 亡念のザムド（2008年、竹原フサ[17]）
- アイドロップス（2016年、L－アスパラギン酸カリウム[18]）

### ゲーム
2000年
- 対戦恋愛シミュレーション トリフェルズ魔法学園

2001年
- ウェーブレース ブルーストーム

2002年
- 突撃!アーミーマン 史上最小の作戦（ヴィッキー）

2003年
- わがまま☆フェアリー ミルモでポン! 対戦まほうだま（江口沙織）

2004年
- アクアキッズ（ナナ）

2006年
- 機動戦士ガンダム クライマックスU.C.（クロスボーンオペレーター）
- ラブ★コン 〜パンチDEコント〜（小泉リサ）

2007年
- 銀魂 万事屋ちゅ〜ぶ ツッコマブル動画（来島また子）
- 少年陰陽師 翼よいま、天（そら）へ還れ（勾陣）
- 新暗行御史（熱砂蝙蝠）
- まじしゃんず・あかでみい（ファルチェ）

2008年
- かのこん えすいー（雪花）
- To LOVEる -とらぶる- ワクワク! 林間学校編（ゴエモンスキー）

2009年
- アガレスト戦記ZERO（ダーナ）
- アマガミ（高橋麻耶）
- スキップ・ビート!（琴南奏江）
- ドリームクラブ（玲香）

2010年
- ドリームクラブ・ポータブル（玲香）

2011年
- AKIBA'S TRIP（姉小路怜）
- ドリームクラブZERO（玲香）
- ドリームクラブZERO ポータブル（玲香）
- 文明開華 葵座異聞録（甲姫）

2012年
- AKIBA'S TRIP PLUS（姉小路怜）
- ドリームクラブ Complete Edipyon!（玲香）
- マージャン★ドリームクラブ（玲香）

2013年
- ヴァルハラナイツ3（マリー）
- 銀魂のすごろく（来島また子）
- ドリームクラブZERO Special Edipyon!（玲香）
- メタルマックス4 月光のディーヴァ（マッドンナ・マルデ）

2015年
- To LOVEる -とらぶる- ダークネス トゥループリンセス（暴虐のアゼンダ）

2017年
- エンドライド -X fragments-（マランナ）

2018年
- 銀魂乱舞（来島また子）

2019年
- チョコボの不思議なダンジョン エブリバディ!（フレイア）

2025年
- プロジェクトセカイ カラフルステージ! feat. 初音ミク（愛莉の母）

### ラジオドラマ
- 誰も死なない（2008年、榛名薫）

### デジタルコミック
- 別マプレミアム デジコミ DVD「ラブ★コン」（2003年、小泉リサ） - 『別冊マーガレット』2004年1月号付録

### オーディオブック
- 墨丸（2018年[29]、母[30]）

### ドラマCD
- アイドルマスター Splash Red for ディアリースターズ ドラマCD（2011年、石川実）
- 妖しの箱庭に浮かぶ月（2019年、更夜マリ）
- Weiß kreuz Glühen II Theater Of Pain（女子高生）
- 陰陽大戦記 スペシャルサウンドトラック 虎の巻（飛鳥ソーマ）
- ぎぶそん（リリイ）
- GP学園生徒会執行部シリーズ（千野寿）
- 少年陰陽師 シリーズ（勾陣）
- スターオーシャン セカンドストーリー 2（ユール）
- TREASURE（真野）
- ドルアーガの塔 〜the spoon of URUK〜（アーメイ）
- ドルアーガの塔 〜the fork of URUK〜（アーメイ）
- 僕と彼女の×××（上原あきらの母）
- ラブ★コン シリーズ（2003年 - 2005年、小泉リサ）

### BLCD
- 美しいこと（葉山玲子）
  - 愛しいこと
- 黒い竜は二度誓う（マルザ）
- Hybrid Child（黒田〈幼少時代〉）
- 花ムコさん（艸田千寿）

### 吹き替え

#### 映画
- エブリバディ・フェイマス!
- 風雲!格闘王
- 迷い婚_-全ての迷える女性たちへ-

#### ドラマ
- 四姉妹物語（ソン・ヒョナ）

#### アニメ
- スティーブン・ユニバース（マラカイト、ラピス・ラズリ）
- バットマン:ブレイブ&ボールド（モーガン・ル・フェイ）
- 放課後エージェントオーサム（セラ）

### ラジオ
- Web-Bar Joh（時期不明、期間限定配信のインターネットラジオ アシスタント）
- 林ひろしのミュージックスパイス（時期不明、アシスタント）
- VOICE CREW（2004年）
- ラジリスク〜甲賀忍放送〜（2005年、音泉）
- ラジリスク〜伊賀忍放送〜（2005年、アニメイトTV）

### テレビドラマ
- ピュア・ラブI-III（2002年、新村久江）
- ピュア・ラブIII（2003年、新村久江）

### 舞台
- 真田風雲録（霧隠才蔵、根津甚八）
- 12人の怒れる男 (THE LIFE!) （陪審員長・12号・1号）
- 橋ものがたり（医者）［平成9年2月］
- 堀川波の鼓（りん）［平成11年3月］
- 幸せ倶楽部（たみ）［平成11年9月］
- わてらの年輪［平成12年9月］（制作補佐を担当）

### DVD
- イベントDVD おおきく振りかぶって 〜オレらの夏は終わらない〜

### パチンコ・パチスロ
- CR『じゃりン子チエ』（タカシ）
- スーパーリアル麻雀（2009年、蘭堂芹香）

### その他コンテンツ
- vα-liv（2024年 - 、石川実）

### シリーズ一覧
1. ↑  第1期（2003年）、第2期『新たなる翼』（2003年）
2. ↑  第1期（2003年）、第2期『ごおるでん』（2003年 - 2004年）、第3期『わんだほう』（2004年）、第4期『ちゃあみんぐ』（2005年）
3. ↑  第1作（2004年）、第2作『〜永遠への分岐点〜』（2006年）
4. ↑  第1期（2005年）、第2期『REBIRTH』（2006年）
5. ↑  第3シリーズ『Stream』（2005年）、第5シリーズ『BEAST+』（2006年）
6. ↑  第1期（2007年）、第2期『〜夏の大会編〜』（2010年）
7. ↑  第1期（2007年）、第2期『銀魂'』（2011年 - 2012年）、第3期『銀魂ﾟ』（2015年 - 2016年）、第4期『銀魂.』（2017年 - 2018年）
8. ↑  【To LOVEる -とらぶる-】
第1期（2008年）
【To LOVEる -とらぶる- ダークネス】
第1期（2012年）
9. ↑  第1期『〜the Aegis of URUK〜』（2008年）、第2期『〜the Sword of URUK〜』（2009年）
10. ↑  第1期（2010年）、第2期『アマガミSS+ plus』（2012年）
11. ↑  第1期（2012年）、第3期『3』（2020年）
12. ↑  第2期『セカンドシーズン』（2014年）、第3期『サードシーズン』（2018年）
13. ↑  第1クール（2015年）、第2クール（2016年）
14. ↑  『タイムボカン24』（2017年）、続編『タイムボカン 逆襲の三悪人』（2018年）
15. ↑  第1シリーズ（2018年）、第2シリーズ（2019年）
16. ↑  『Ⅵ』[15]（2009年）、『Ⅷ』[16]（2011年）

### 初出話一覧
1. ↑  第479話初出
2. ↑  第555話初出
3. ↑  第794話初出
4. ↑  第949話初出
5. ↑  第1065話初出
6. ↑  第1128話初出
7. 1 2  第7話初出
8. ↑  第18話初出
9. ↑  第79話初出
10. ↑  第26話初出
11. ↑  第8話初出
12. 1 2  第10話初出
13. ↑  第12話初出
14. ↑  第6話初出
15. ↑  第1話初出
16. ↑  第5話初出
17. ↑  第15話初出